# Alfabeto della lingua greca antica
Il sistema di scrittura usato per il greco antico e le sue varietà consisteva nell'alfabeto greco e in sue varianti. Di seguito, saranno delineate le caratteristiche salienti dell'alfabeto del greco antico (attico).

## L'alfabeto
L'alfabeto greco era composto di ventiquattro lettere, di uso comune, più alcuni segni caduti in disuso in età arcaica come segni fonetici, e rimasti nella compitazione scritta dei numerali.
Qui di seguito sono elencate le lettere dell'alfabeto greco ionico, che a partire dalla Ionia micro-asiatica venne soppiantando gli antichi alfabeti locali (alfabeti epicorici), dalla seconda metà del VI secolo a.C.:
- maiuscole: Α Β Γ Δ Ε Ζ Η Θ Ι Κ Λ Μ Ν Ξ Ο Π Ρ Σ Τ Υ Φ Χ Ψ Ω
- minuscole: α β γ δ ε ζ η θ ι κ λ μ ν ξ ο π ρ σ (in fine di parola ς) τ υ φ χ ψ ω
- denominazione corrente italiana: alpha, beta, gamma, delta, èpsilon, zeta, eta, theta, iota, cappa, lambda, mi, ni, csi, omicron, pi, rho, sigma, tau, ypsilon, phi, chi, psi, omèga.
- valore fonetico:  /a - aː/  /b/  /ɡ/  /d/  /e/  /ʣ/  /ɛː/ /tʰ/  /i - iː/  /k/  /l/  /m/  /n/  /ks/  /o/  /p/  /r/  /s/  /t/  /y - yː/  /pʰ/  /kʰ/  /ps/  /ɔː/

## Osservazioni sommarie sulle lettere e sui segni diacritici
- L'alfabeto greco, nella sua variante grafica più diffusa, ha un duplice segno per il sigma: σ, sempre iniziale e interno, ς sempre finale.
- Il γ, davanti a consonante gutturale, κ γ χ, si legge come una nasale velare  [ŋ] (il cosiddetto "gamma nasale" o "suono agma").
- Il dittongo ου si pronuncia /u/.
- Il greco attico, che era un dialetto non psilotico, possedeva anche un altro suono, la fricativa laringale sorda  /h/, rappresentata dallo spirito aspro, un apice rivolto verso destra che nella canonica trascrizione in minuscolo, di età tardo-bizantina, si poneva al di sopra della vocale minuscola iniziale di parola, e in alto a sinistra delle maiuscole iniziali, sotto l'accento circonflesso e accanto all'accento acuto. Lo spirito aspro deriva, in genere, dalla caduta di una consonante iniziale, sigma, jod, o digamma. Nel dialetto ionico, affine all'attico, si verificava la psilosi, cioè la totale sparizione dell'aspirazione iniziale. Una vocale non aspirata è contrassegnata dallo spirito dolce, un apice rivolto verso sinistra, collocato come lo spirito aspro.
- Il greco antico possedeva inoltre alcune lettere, poi scomparse, tra cui la labiovelare digamma (ϝ) equivalente alla semivocale /w/, il san (ϻ) per i suoni /s/ e /ts/, la labiovelare qoppa (ϙ) per il suono /kʷ/, lo sho (ϸ) per il suono /ʃ/, il sampi (ϡ) per i suoni /ss/ e /ks/ e lo stigma (ϛ), in origine deformazione del digamma, poi usato per il suono /st/. Il greco nelle fasi più arcaiche aveva anche la semiconsonante /j/ chiamata poi, nell'Ottocento, jod (ϳ) Di questa semiconsonante, però, non c'è traccia in nessuno dei testi o dei documenti arrivati a noi, ma la sua esistenza è provata da molti fatti fonomorfologici.
- Nella scrittura tutta in maiuscole, spiriti e accenti non compaiono.

## Segni di interpunzione
Il greco antico possedeva i seguenti segni di interpunzione:
- la virgola, equivalente alla nostra virgola;
- il punto fermo o punto in basso, equivalente al punto fermo e al punto esclamativo italiano (in greco manca un vero e proprio punto esclamativo);
- il punto in alto, scritto nettamente al di sopra del rigo, ed equivalente al nostro punto e virgola o ai due punti (serviva ad esempio a introdurre il discorso diretto);
- il punto e virgola, equivalente al nostro punto interrogativo;
- nell'introdurre il discorso diretto, il greco scritto nelle edizioni critiche moderne fa uso di virgolette non uncinate.[senza fonte]